# Paranisopodus hovorei
Paranisopodus hovorei là một loài bọ cánh cứng trong họ Cerambycidae.